# Cyclosa parangtarugoa
Cyclosa parangtarugoa är en spindelart som beskrevs av Alberto Barrion och James A. Litsinger 1995. Cyclosa parangtarugoa ingår i släktet Cyclosa och familjen hjulspindlar.
Artens utbredningsområde är Filippinerna. Inga underarter finns listade i Catalogue of Life.